# Meiganga
Meiganga est une ville du Cameroun située dans la région de l'Adamaoua et chef-lieu du département du Mbéré.

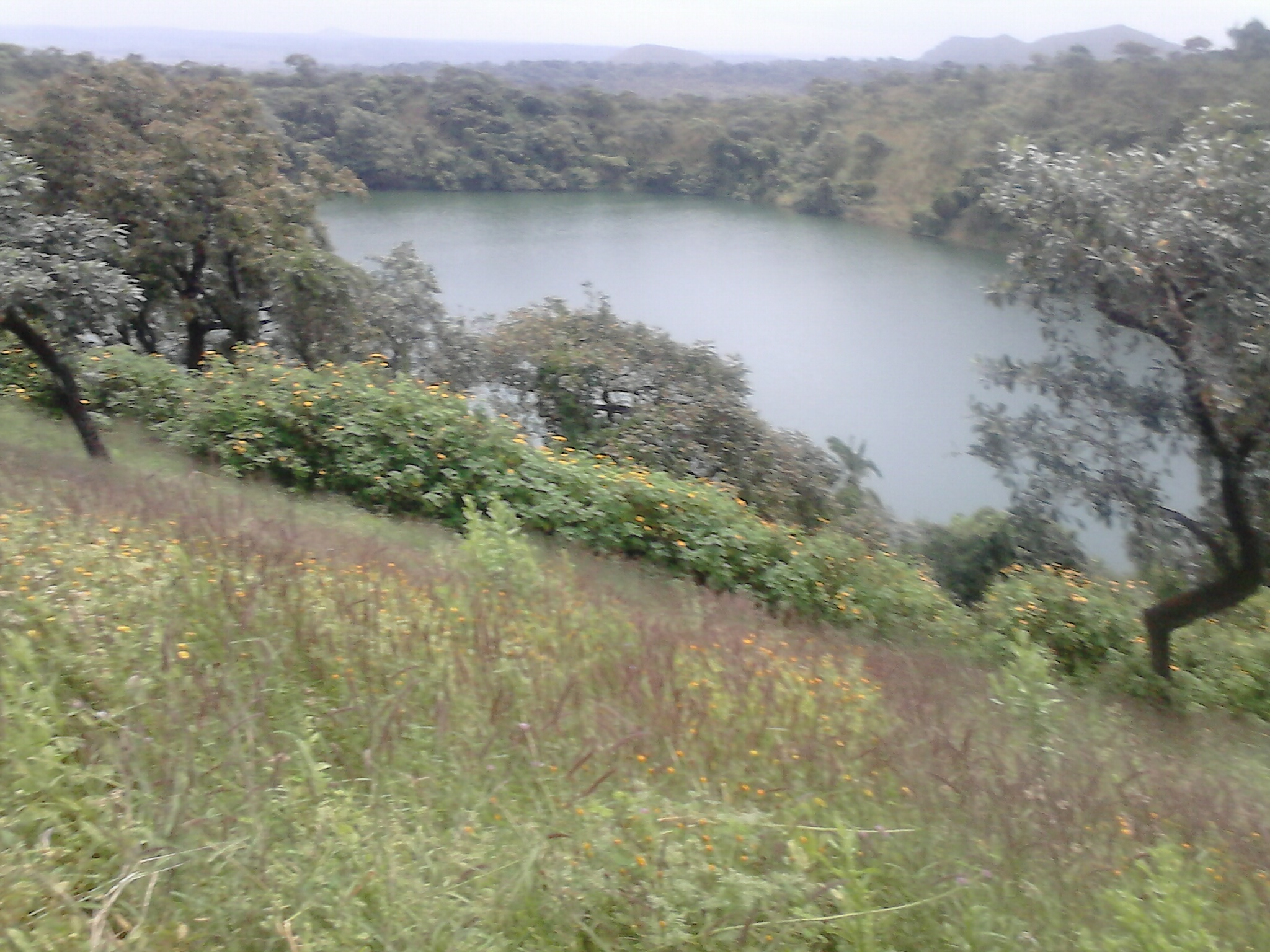
Lac Tison

La route traversant Meiganga est la route nationale no 1 reliant le sud du Cameroun au Nord.

## Population
Lors du recensement de 2005, la commune comptait 88 745 habitants, dont 38 096 pour Meiganga Ville.

## Structure administrative de la commune

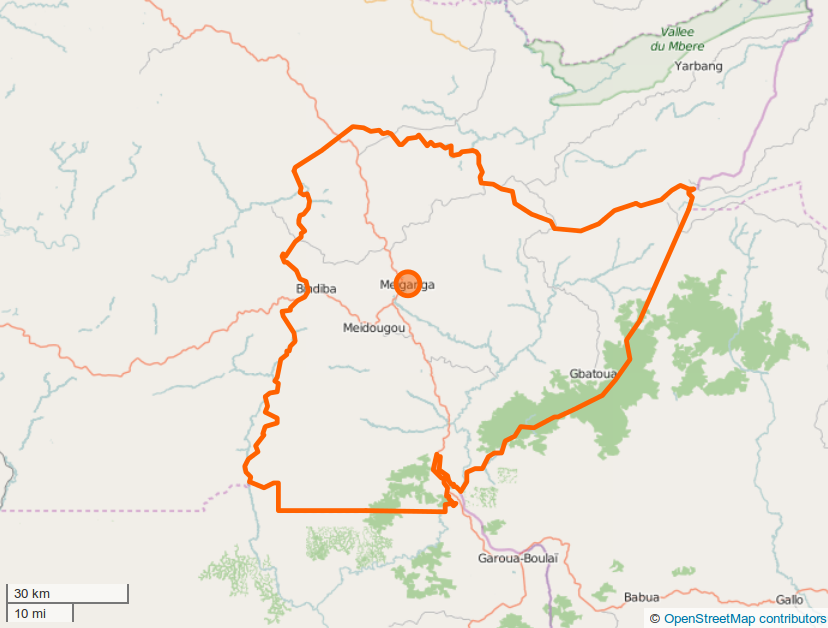
OSM Meiganga

Outre Meiganga proprement dit, la commune comprend les villages suivants :
- Ardo Bouba Dodo
- Babongo
- Baina II
- Baïna Mbou
- Banam
- Bariki
- Batoua
- Batoua-Godolé
- Béka Guiwang
- Bembarang
- Boua
- Bounou
- Dakkere
- Dana
- Dankali
- Dir Pétel
- Djalingo
- Djouzami
- Dobezo
- Dokolim
- Dozui
- Fada
- Ganghi
- Gangkombol
- Garga Ninbona
- Gazi
- Gbata
- Gbaten
- Gbawar
- Guigo
- Gunbela
- Horé-Kouni
- Ka'aka I
- Ka'aka II
- Kamboul
- Kombo-Laka
- Kpama
- Laka Petel
- Lawan
- Lokoti
- Mama Wassandé
- Mbafouck Hosséré
- Mbakoungué
- Mbalé
- Mbarang
- Mbéré
- Mbondo-Lom
- Mboula
- Mboulaï
- Mboutou
- Meidougou
- Monne
- Nandéké
- Ndongué
- Ndoyong
- Ngam
- Ngazi
- Ngazi Tina
- Ngolori
- Ngolori
- Sabongari Mborguéné
- Salao-Gbaguete
- Tapawa Mbalé
- Tokda
- Wantamo
- Yafounou
- Yendé
- Zaoro Doua

## Missionnaires
La Norwegian Missionary Society (en) a établi la mission en 1920. L'Institut luthérien de théologie de Meiganga a été construit par Vidar Bøhn. Les premières années le pasteur John Olav Dankel (1954) dirigeait l'école de théologie.

## Personnalités liées
- Moussa Sabo, Lamido de Meiganga

- Nana Bouba, industriel et homme d'affaires

- Ishaga yaya, déclarant en douane au PAD

- Alhadji Dabo, Président Fondateur Narral Voyages.